# Massacres de Karou, Ouattagouna, Daoutegeft et Dirga
Les massacres de Karou, Ouatagouna, Daoutegeft et Dirga ont lieu le 8 août 2021, pendant la guerre du Mali.

## Déroulement
Le 8 août 2021, des djihadistes à motos attaquent simultanément les villages de Karou, Ouatagouna, Daoutegeft et Dirga, dans la région de Gao, près de la frontière avec le Niger,. Des maisons sont saccagées, puis incendiées et du bétail est emporté.
L'État islamique dans le Grand Sahara, actif dans la région, est suspecté d'être à l'origine du massacre. RFI indique que selon une source, « les populations locales sont accusées d’avoir fourni à l’armée malienne des informations précieuses ». D'après Libération, 80 hommes participent aux attaques.

## Bilan humain
L'AFP indique que selon un document de la préfecture locale, 51 personnes ont été tuées lors de l'attaque. Un élu évoque 20 morts à Karou et 14 à Ouatagouna. Des femmes et des enfants figurent parmi les victimes.
Le rapport de la MINUSMA du 1er octobre 2021 fait état d'au moins 42 morts et plusieurs blessés. Celui du 2 juin 2022 monte le bilan à au moins 58 tués